# جائزة رامفورد

## لمحة تاريخية
ظهرت جائزة رامفورد في عام 1796م، والجهة المانحة هي الأكاديمية الأمريكية للفنون والعلوم وهي واحدة من أقدم الجوائز العلمية في الولايات المتحدة الأمريكية. تمنح هذه الجائزة تقديرًا لمساهمات العلماء في في مجاليّ الحرارة والضوء بتفسير المصطلحات على شكل واسع. والجوائز تكون لاكتشافات في الديناميكا الحرارية إلى التحسينات في بناء الغلايات الحرارية .

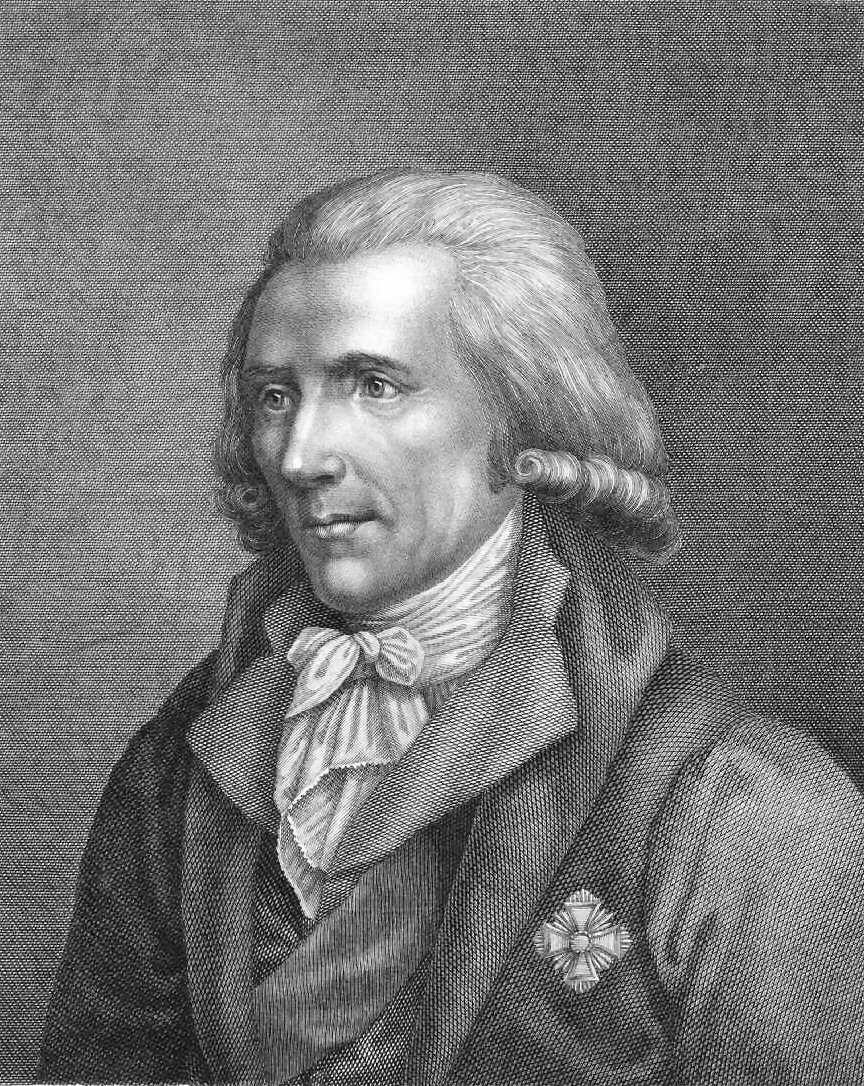
- جائزة رامفورد بينامين طومسون:هو الذي دفع المنحة لتشكيل جائزة رامفورد. * الجائزة: تمنح للعلماء في مجالات الحرارة والضوء. * البلد: الولايات المتحدة الأمريكية. * تمنح من قِبل: الأكاديمية الأمريكية للفنون والعلوم. * منحت لأول مرة في عام: 1839. * منحت آخر مرة في عام: 2019.

تم إنشاء هذه الجائزة عن طريق منحة تقدر بثمن 5000 دولار أمريكي وهذه المنحة من بنيامين طومسون في عام  1796 (م) . ولمنح تلك الجائزة تنص الشروط على ان تعطى هذه الجائزة لمؤلفي الاكتشافات في أي جزء من القارة الأمريكية أو في أي من الجزر الأمريكية . ولكن، على الرغم من هذه الجائزة تقررت في عام 1796(م) إلا أنه لم تمنح أول جائزة إلا في عام 1839 (م) بسبب أن الأكاديمية – حسب تقديرهم- لم تجد شخصًا مناسبًا يستحق تلك الجائزة. بعد ذلك، رأت الأكاديمية أن شروطها مقيدة بشكل كبير تحول دون إعطاءها ففي عام 1832 (م) سمحت المحكمة العليا لماساتشوستش للأكاديمية بتغيير البعض من شروطها وأحكامها . فقررت منح الجائزة سنويًا بدلًا من كل سنتين وسمحت للأكاديمية بنفسها إعطاء الجائزة لمن تراه يستحقها . على الرغم من انه كان على الأكاديمية منح تلك الجائزة سنويًا إلا انه بعد ذلك منحت الجائزة في عام 1839 (م) لأول مرة لروبرت هير بسبب اختراعه لأنبوب نفخ الأكسجين والهيدروجين وبعدها تم منح الجائزة للمرة الثانية بعد مضي 23 عام لجون إريكسون .
تمنح الجائزة عندما ترى الأكاديمية أنه وجد إنجاز كبير في أحد المجالات – أي مجاليّ الحرارة والضوء- . ولمن استحق هذه الجائزة يمنح ميدالية فضية وذهبية . وواحد ممن استحقوا تلك الجائزة هو توماس ألفا أديسون بسبب إنجازه في الإذاءة الكهربائية . وأيضًا. إنريكو فيرمي بسبب دراساته في نظرية الإشعاع والطاقة النووية . وبسبب تطويره لليزر تم منح هذه الجائزة لتشارلز تاونز .
في عام 1886(م) فاز ذات الشخص في بجائزة رامفورد وميدالية رامفورد ذات الصلة (المكافئ الأوروبي لجائزة رامفورد ) وهذا الشخص هو صماوئيل لانجلي . وكانت آخر جائزة في عام 2019 (م) من نصيب كل من: إرنست بامبرغ وإد بويدن وكارل ديسيروث ، بيتر هيجمان ، وجيرو ميسينبوك ، وجورج ناجل.
في السابق اعطت هذه الجائزة مرتين فقط لأشخاص ليسوا بأمريكيين لجون بلاسكيت – من كولومبيا البريطانية- والمرة الثانية لمجموعة من العلماء الكنديين – في مجال قياس التداخل الطويل المدى- .

## قائمة لممنوحي الجائزة
| السنة | الاسم                                                                           | البلد - الموقع- | المساهمة أو الإنجاز                                                                             |
| ----- | ------------------------------------------------------------------------------- | --- | ----------------------------------------------------------------------------------------------- |
| 1839  | روبرت هير                                                                       | فيلاديلفيا - بنسلفانيا | مخترع أنبوب نفخ الأكسجين والهيدروجين.                                                           |
| 1862  | جون إريكسون                                                                     | نيويورك- نيويورك | عمله ظةر مجال إدارة الحرارة ،ولكن الجائزة كانت خصيصًا لاختراعه محرك السعرات الحرارية لعام 1858 . |
| 1865  | دانييل تريدويل                                                                  | كامبريدج ، ماساتشوستس | مساهمته في اختراع مدفع من العيار الكبير بقوة وتحمل كبيرين.                                      |
| 1866  | ألفان كلارك                                                                     | كامبريدج ، ماساتشوستس | طور تلكسوبات الانكسار.                                                                          |
| 1869  | جورج هنري كورليس                                                                | بروفيدنس ، رود آيلاند | طور المحرك البخاري .                                                                            |
| 1871  | جوزيف هاريسون                                                                   | فيلادلفيا - بنسلفاينا | اسهامه في الغلايات البخارية الآمنة .                                                            |
| 1873  | لويس راذيفورد                                                                   | نيويورك -نيويورك | لتطويره وتحسينه لأساليب التصوير الفلكي .                                                        |
| 1875  | جون ويليام درابير                                                               | نيويورك -نيويورك | لعمله في الطاقة المشعة .                                                                        |
| 1880  | جوزيه جيبس                                                                      | نيو هيفن ، كونيتيكت | لتأسيسه لمجال الديناميكا الحرارية الكيميائية .                                                  |
| 1883  | هنري اغسطس رولاند                                                               | بالتيمور، ماريلاند | لأبحاثه في الضوء والحرارة .                                                                     |
| 1886  | صاموئيل لانجلي                                                                  | أليغيني ، فيلادلفيا | لنشاطه في فهم الطاقة المشعة .                                                                   |
| 1888  | ألبرت أبراهام ميشيلسون                                                          | كليفلاند - أوهايو | لإسهامه في قياس سرعة الضوء و في حركة الأثير المضيء وتحديدالأطوال الموجية للضوء بشكل مطلق .      |
| 1891  | إدوارد تشارليس بيكيرنج                                                          | كامبريدج - ماساتشوستس | لإسهامه في قياس الضوء النجمي والأطياف النجمية .                                                 |
| 1895  | ثوماس ألفا إديسون                                                               | أورانج - نيو جيرسي | لإنجازاته في الإضاءة الكهربائية .                                                               |
| 1898  | جيميس إدوارد كييرلير                                                            | أليغيني - بنسلفانيا | لإسهامه في تطبيقات المطياف وخصوصًا في السدم والمحتويات الفيزيائية لحلقات زحل .                   |
| 1899  | تشارلس فرانسيس بروش                                                             | كليفيلاند - أوهايو | لإسهامه في تطوير مصباح القوس الكهربائي .                                                        |
| 1900  | كارل باروس                                                                      | بروفيدنس - ردوآيلاند | لبحوثه في في الحرارة .                                                                          |
| 1901  | اليهو ثومسون                                                                    | لينن - ماساتشوستس | لإسهامه في الإضاءة و اللحام .                                                                   |
| 1902  | جورج إليري هالي                                                                 | شيكاجو - إلينوي | لإسهامه في الفيزياء الشمسية والفيزياء النجمية وبسبب اختراعه - الرسم الطيفي لطيف الشمس -         |
| 1904  | إرنيست فوكس نيكولاس                                                             | نيويورك -نيويورك | لإسهامه في بحوث عن الإشعاع وضغط الإشعاع وأطياف الأشعة تحت الحمراء و الحرارة النجمية .           |
| 1907  | إدوارد جودريش اشيسون                                                            | شلالات نياجرا - نيويورك | لإسهامه في استخدام فرن القوس الكهربائي لإنتاج الكربوراندوم والجرافيت .                          |
| 1909  | روبرن زيليامز وود                                                               | بالتيمور - ماريلاند | لإسهامه في اكتشافات تتعلق بالضوء حصوصًا الخصائص البصرية للصوديوم والأبخرة المعدنية .             |
| 1910  | تشارليز جوردون كورتيس                                                           | نيويورك -نيويورك | لإسهامه في تطوير العنفة البخارية .                                                              |
| 1911  | جاميس ماسون كرافتس                                                              | بوسطن - ماساشوستتس | لإسهاماته في قياس الحرارة و إيجاده لنقاط ثابتة جديدة على المقياس .                              |
| 1912  | فريدريكو ايجيني إلفيس                                                           | نيو جيرسي | لإسهامه في الاختراعات ذات الصلة بالتصوير الملون الغوتوغرافي والنقش الضوئي .                     |
| 1913  | جويل ستيبينس                                                                    | أيلينس | لإسهامه في تطوير الفوتوميتر وإعماله على المشاكل العلمية .                                       |
| 1914  | ويليام دايفيد كووليدج                                                           | نيويورك | لإسهامه في اختراع التنجستن .                                                                    |
| 1915  | نشارليز جرييلي ابون                                                             | واشنطن العاصمة | لإسهامه في البحوث حول الإشعاع الشمسي .                                                          |
| 1917  | بيرسي ويليامز بريدجمان                                                          | كامبريدج - ماساشوستتس | لإسهامه في اختراعات حول الديناميكا الحرارية ذات الضغط العالي.                                   |
| 1918  | ثيودور ليمان                                                                    | كامبريدج- ماساشوستتس | لإسهامه في البحوث حول الموجات القصيرة والموجات الطويلة - الأطوال الموجية- .                     |
| 1920  | لرفينج لانجمور                                                                  | نيويورك | لإسهامه في البحوث حول الظاهر الحرارية .                                                         |
| 1925  | هينري نوريس روسيل                                                               | نيوجيرسي | لإسهامه في البحوث حول الإشعاع الشمسي .                                                          |
| 1926  | ارثر هولي كومبتون                                                               | شيكاجو | لإسهامه في البحوث حول الأشعة السينية .                                                          |
| 1928  | إدوارد ليمينجتون نيشولز                                                         | نيويورك | لإسهامه في البحوث حول قياس الضوء الطيفي .                                                       |
| 1930  | جون ستانلي بلاسكيت                                                              | كولومبيا البريطانية | لإسهامه في البحوث حول المطيافية الفلكية .                                                       |
| 1931  | كارل تايلور كوميتون                                                             | كامبريدج | لإسهامه في علم الثرمونات والأبحاث الطيفية لذلك حصل على الميدالية .                              |
| 1933  | هارلو شبلي                                                                      | كامبريدج | لإسهامه في ضياء النجوم والمجرات .                                                               |
| 1937  | ويليام ويبير كوبلينتز                                                           | واشنطن العاصمة | لإسهامه في تطوير قياس الضوء والحرارة .                                                          |
| 1939  | جورج روسيل هاريسون                                                              | ماساشوسيتس | لإسهامه في التطوير للتحليل الطيفي .                                                             |
| 1941  | فلاديمير كوسما زوركين                                                           | نيو جيرسي | لإسهامه في إنشاء منظار الأيقونات وأجهزة أخرى ذات صلة .                                          |
| 1943  | تشارليز ادوارد مييس                                                             | نيويورك | لإسهامه في التصوير الفوتوغرافي .                                                                |
| 1945  | ادوين هيربيرت لاند                                                              | كامبريدج | لإسهامه في اختراعات تتعلق في التطبيق على الضوء المستقطب .                                       |
| 1947  | ادموند نيوتون هارفي                                                             | نيو جيرسي | لإسهامه بالبحوث حول الضيائية الحيوية .                                                          |
| 1949  | ايرا سبراجو بوين                                                                | كاليفورنيا | لإسهامه في تحديد السديم وأعماله الأخرى.                                                         |
| 1951  | هيربيرت الفيس                                                                   | نيو جيرسي | لإسهامه في البحوث حول مجال البصريات .                                                           |
| 1953  | انريكو فيرمي                                                                    | شيكاجو | لإسهامه في البحوث والتحقيقات حول الإشعاع الكهرومغناطيسي والطاقة النووية .                       |
| 1953  | ويليز لامب                                                                      | كاليفورنيا | لإسهامه في الدراسات حول خطوط طيف الهيدروجين .                                                   |
| 1953  | لارس اونساجير                                                                   | نيو هافن | لإسهامه في الديناميكا الحرارية ذات الصلة بالنقل .                                               |
| 1955  | جاميس فرانك                                                                     | شيكاجو | لإسهامه في دراسات حول التحقيق في التركيب الضوئي .                                               |
| 1957  | سوبراهمانيان شاندراسيكار                                                        | ويليامز باي | لإسهامه في توازن الطاقة الإشعاعية في النجوم .                                                   |
| 1959  | جورج والد                                                                       | كامبريدج | لإسهامه في تحديد الأساس الكيميائي الحيوي للرؤية .                                               |
| 1961  | تشارلز هارد تونس                                                                | نيو يورك | لإسهامه في تطوير الليزر .                                                                       |
| 1963  | هانس البريشت باثي                                                               | نيو يورك | لإسهامه في دراسات رائدة حول تفاعلات الانصهار النجمي .                                           |
| 1965  | صاموئيل كولينس                                                                  | كامبريدج | لإسهامه في اختراع كولينس هيليوم كريوستات وأعمال أخرى .                                          |
| 1965  | ويليام دايفيد مكيلوري                                                           | ماريلاند | لإسهامه في الأصل الجزيئي للضيائية الحيوية .                                                     |
| 1967  | كورنيليوس فان نيل                                                               | كاليفورنيا | لإسهامه في دراسة التمثيل الضوئي.                                                                |
| 1968  | مارتن سشميدت                                                                    | كاليفورنيا | لإسهامه في استخلاص أطياف الأجسام شبه النجمية .                                                  |
| 1971  | مجموعة كندية                                                                    | -- | لإسهامهم في مجال قياس التداخل طويل المدى.                                                       |
| 1973  | برايت ويلسون                                                                    | كامبريدج | لإسهامه في مجال التحليل الطيفي بالمكروويف و التناظر في الجزيئات متعددة الذرات .                 |
| 1976  | برونو روسي                                                                      | كامبريدج | لإسهامه في اكتشاف أصول الإشعاع الكوني .                                                         |
| 1980  | جيردوريو ويبر                                                                   | الينويس | لإسهامه في البحوث حول نظرية الفلورة وتطبيقها .                                                  |
| 1980  | شين ينج يانج روبرت ميلس                                                         | نيو يورك اوهايو | لإسهامهم في تطوير مقياس لنظرية المجال الثابت .                                                  |
| 1985  | هانس ديهميلت - مارتن ديتسيش - فيرون هوغيس - نورمان رامسي                        | واشنطن - كامبريدج - نيو هافين - كامبريدج                                                                                        | لإسهامهم في مجال التحليل الطيفي للذرة .                                                         |
| 1986  | روبرت ليجتون - فرانك لو - جيري نيوجيباير                                        | كاليفورنيا- اريزونا - كاليفورنيا                                                                                                | لإسهامهم في تطوير علم فلكالأشعة تحت الحمراء.                                                    |
| 1992  | جاميس نوريس - جوزيف كاتس - جورج فيهير                                           | شيكاجو -شيكاجو- كاليفورنيا | لإسهامهم في التمثيل الضوئي .                                                                    |
| 1996  | جون ماثير                                                                       | ماريلاند | لإسهامه في البحوث حول خلفية الميكروويف الكونية .                                                |
| 2008  | سيدني دريل- سام نووم- ويليام بيري- جورج شالتز                                   | جامعة ستانفورد - مبادرة التهديد النووي - جامعة ستانفورد - جامعة ستانفورد                                                        | لإسهامهم حول الحد من التهديد العالمي بالأسلحة النووية .                                         |
| 2015  | فيدريكو كابسو - الفريد شو                                                       | هارفرد جون بالسون - كلية الهندسة والعلوم التطبيقية - مختبر الكاتيل لوسنت بيل                                                    | لإسهامهم في مجال تكنولوجيا الليزر .                                                             |
| 2019  | ارنست بامبيرج- ايد بويدن- كارل ديسسيروث- بيتر هيجيمان - جير ميسينبوك- جورج نيجل | معهد ماكس بلانك للفيزياء الحيوية - معهد ماساتشوستس للتكنولوجيا - جامعة ستانفورد- جامعة هومبولت - جامعة اكسفورد- جامعة فورتسبورغ | لإسهامهم باختراع علم البصريات الوراثي .                                                         |